# União da Esquerda para a Democracia Socialista
A União da Esquerda para a Democracia Socialista (UEDS), referido também por União de Esquerda Socialista Democrática foi um partido de esquerda português.

## Origens

### Dissidência ideológica
O caminho para a criação da UEDS iniciou-se em 1976. No 2º congresso do PS a 30 de outubro, as tensões aumentam entre Mário Soares, líder da maioria e o grupo congregado à volta de António Lopes Cardoso. A 3 de novembro este demite-se do cargo de Ministro da Agricultura do Governo PS, em discordância com a política de destruição da reforma agrária. Seria substituído por António Barreto e que levaria à promulgação da famosa "Lei Barreto" em Janeiro de 1977, que substituiria a anterior "Lei da Reforma Agrária" do ministro Fernando Oliveira Baptista durante o IV governo provisório.

### A associação Fraternidade Operária
António Lopes Cardoso começa então contactos dentro e fora do PS para criar uma "associação político-cultural com vocação para intervir na vida política e sindical" (p. 221). A nova associação situar-se-ia politicamente à esquerda do PS. Surge então a Fraternidade Operária, designação provavelmente cunhada por Fernando Piteira Santos. A designação tinha antecedentes históricos de 1870s, relevantes para este setor político. Realiza o seu 1º Encontro Nacional, em Junho de 1977 no Instituto Superior Técnico.

### Rutura e a criação da UEDS
Outros deputados socialistas como José Brás Pinto e Vital Rodrigues juntaram-se a António Lopes Cardoso no voto contra a moção de confiança apresentada por Mário Soares, em Dezembro de 1977, que determinou a queda do Governo. Mais tarde viriam também a integrar a UEDS. 
A crise governativa acentuou a necessidade de legalizar o partido e cumprir as formalidades burocráticas, mas que a falta de um "aparelho" complicava.
A UEDS foi fundada em Janeiro de 1978 na Convenção da Esquerda Socialista e Democrática. O partido tem as suas origens na Associação de Cultura Socialista — Fraternidade Operária, uma organização socialista, no Movimento Socialista Unificado (MSU), grupo vindo do MES, na LUAR, e em grupos de pessoas independentes ligadas ao Partido Socialista.
Mais tarde houve contactos com o grupo "Nova Esquerda", mas este acabou por não aderir à UEDS. Outros grupos à esquerda do PS com os quais a UEDS mantinha relações incluíam a Reflexão e Acção Socialista (RAS), o Centro de Estudos Socialistas (CES) e, sobretudo, a nível sindical, a Base-Frente Unitária de Trabalhadores, com a qual colaborou numa tentativa de organizar os sindicalistas autogestionários.

## Protagonistas

### UEDS
Foi seu líder carismático, António Lopes Cardoso.
Do grupo de personalidades ligadas à UEDS, podemos referir Maria de Lurdes Pintassilgo e Fernanda Lopes Cardoso, esposa de Lopes Cardoso e co-fundadora do partido.
César Oliveira nas suas memórias faz o mapeamento dos militantes.
Vindos do Movimento Socialista Unificado: António Vitorino, Joel Hasse Ferreira, Jorge Dias, José Maria Brandão de Brito, Pedro Rodrigues, Rui Namorado.
Vindos da LUAR: Camilo Mortágua, Fernando Pereira Marques, entre outros.
Independentes como: Professores Eduardo Cortesão, Jacinto Prado Coelho e Mário Murteira, jornalista Fernando Alves.
Destaca, particularmente, duas categorias profissionais:
- Economistas: Acácio Catarino (independente), Américo Ramos dos Santos, José Maria Brandão de Brito, Joaquim Castro Guerra, João Mendes Espada, Mário Murteira, Vítor Martins.
- Professores: Terá sido o trabalho mediador da Fraternidade Operária a permitir uma lista unitária de esquerda (excluindo o PS) conquistando o Sindicato dos Professores da Grande Lisboa (SGPL). Com três militantes, César Oliveira, Jofre Justino e Maria Vitória Oliveira, conjugando ainda Eduarda Dionísio e João Bonifácio Serra (ex-MES), Rui Canário (UDP), Helena Pato (PCP).

### Fraternidade Operária
Outros protagonistas na Fraternidade Operária incluíram: Eduardo Lourenço, Eduardo Prado Coelho, Kalidás Barreto, Miriam Halpern Pereira, Paulo Quintela, Rui Polónio Sampaio, Tomaz Leiria Pinto. No seu 1º Encontro Nacional, em Junho de 1977 no Instituto Superior Técnico, juntaram-se ainda: Abílio Soares (Viana do Castelo), Agostinho Chaves (Funchal), Albano Pimentel (Ponta Delgada), Álvaro Mendes (Aveiro), Joaquim Leonardo Martins (Castelo Branco), José Luis Gaspar (sindicalista), José Penedos (Coimbra), Luis Almeida Henriques (Viseu), Manuel Castela (Santarém), Raul Pinto Rodrigues (Sesimbra). Incluíam ainda sindicalistas do setor dos seguros, escritórios, lanifícios e vestuário, função pública, eletricistas, hotelaria, etc.

## Ideologia
A UEDS defendia o socialismo democrático, um caminho gradual para a apropriação coletiva dos meios de produção, a autogestão e a planificação democrática; pretendia também uma abertura aos então chamados novos movimentos sociais, como o ambiente e os direitos das mulheres, dos jovens e das minorias.

## Participações eleitorais
O partido participou nas eleições legislativas de 1980 em coligação com o Partido Socialista (PS) e a Acção Social Democrata Independente (ASDI), sob a denominação de Frente Republicana e Socialista (FRS), tendo elegido quatro deputados. No ano anterior já tinha concorrido sozinha às eleições intercalares, tendo obtido menos de um por cento da votação.
Nas eleições seguintes de 1983, os membros do partido integraram as listas do Partido Socialista, tendo elegido de novo quatro deputados que formaram um grupo parlamentar. O seu manifesto eleitoral foi televisionado e é disponibilizado pela RTP.
Para além de António Lopes Cardoso também foram eleitos deputados por este partido,
António Vitorino,
César de Oliveira,
Dorilo Inácio,
Francisco Pessegueiro,
João Oliveira,
Joel Hasse Ferreira,
Octávio Cunha e
Teresa Santa Clara Gomes.
Nas eleições presidenciais de 1986 os membros do partido separaram-se, uma parte apoiando Mário Soares e a outra Maria de Lurdes Pintasilgo. Na segunda volta, os votos conjugaram-se em Mário Soares, contra a candidatura de Freitas do Amaral.
Já nas autárquicas, em 1979 a UEDS concorreu com listas próprias, com resultados inferiores a 0,1% mas conseguindo eleger, no conjunto do país, 3 deputados municipais e 2 membros de assembleias de freguesias.. Em 1981 concorreu nas autárquicas intercalares de Loures numa coligação com ASDI, que obteve 0,82% dos votos. Em 1982 elegeu cerca de 100 autarcas nas listas do PS.

## Relações internacionais
A nível internacional a UEDS mantinha relações com organizações como o Partido Socialista Galego, o Partido Socialista Unificado francês, o Partido Socialista Pacifista dos Países Baixos, a Liga dos Comunistas da Jugoslávia e alguns partidos membros da Internacional Socialista (como o francês, o grego e o espanhol).

## Encerramento
O partido foi desactivado em 1986 embora o seu cancelamento só tenha ocorrido em 1997. Alguns dos seus membros mais destacados inscreveram-se no Partido Socialista. Outros, como Carlos Prazeres Ferreira e Álvaro Arranja, participaram na fundação do Bloco de Esquerda. 

## Encontros
- (Junho de 1977, 1º Encontro Nacional da Fraternidade Operária, no Instituto Superior Técnico, Lisboa)
- Janeiro de 1978, 1ª Convenção fundadora, Pavilhão dos Desportos, Lisboa
- 1ª Festa da Fraternidade, Campo de Ourique

## Resultados Eleitorais

### Eleições legislativas
| Data | Líder                 | Cl.                              | Votos                            | %                                | Deputados | +/-     | Status            | Notas |
| ---- | --------------------- | -------------------------------- | -------------------------------- | -------------------------------- | --------- | ------- | ----------------- | ----- |
| 1979 | António Lopes Cardoso | 7.º                              | 43 325                           | 0,7 / 100,0                      | 0 / 250   |         | Extra-parlamentar |       |
| 1980 | António Lopes Cardoso | Frente Republicana e Socialista  | Frente Republicana e Socialista  | Frente Republicana e Socialista  | 4 / 250   | 4       | Oposição          |       |
| 1983 | António Lopes Cardoso | Nas listas do Partido Socialista | Nas listas do Partido Socialista | Nas listas do Partido Socialista | 4 / 250   | Estável | Governo           |       |